# Uloborus tenuissimus
Uloborus tenuissimus là một loài nhện trong họ Uloboridae.
Loài này thuộc chi Uloborus. Uloborus tenuissimus được Ludwig Carl Christian Koch miêu tả năm 1872.